# Raymond Weill
Raymond Weill (Elbeuf, Francia, 28 de enero de 1874-París, 13 de julio de 1950) fue un egiptólogo francés que llevó a cabo varias excavaciones en Egipto y en Palestina británica.
En 1911 examinó la pirámide escalonada de Zawyet el-Maiyitin, posiblemente de la tercera dinastía.
Excavó en Jerusalén, en el área de la Ciudad de David, donde encontró la Inscripción de Teodoto. Su primer período de excavaciones en Jerusalén, 1913-1914, se vio interrumpido por el estallido de la Primera Guerra Mundial. Volvió a excavar en la Ciudad de David en 1923-1924.
En 1946-1948 exploró la pirámide de Dara, posiblemente de la novena o décima dinastía.

## Obras
- Les décrets royaux de l'ancien empire égyptien, París, 1912.